# ジョゼフ・コズマ

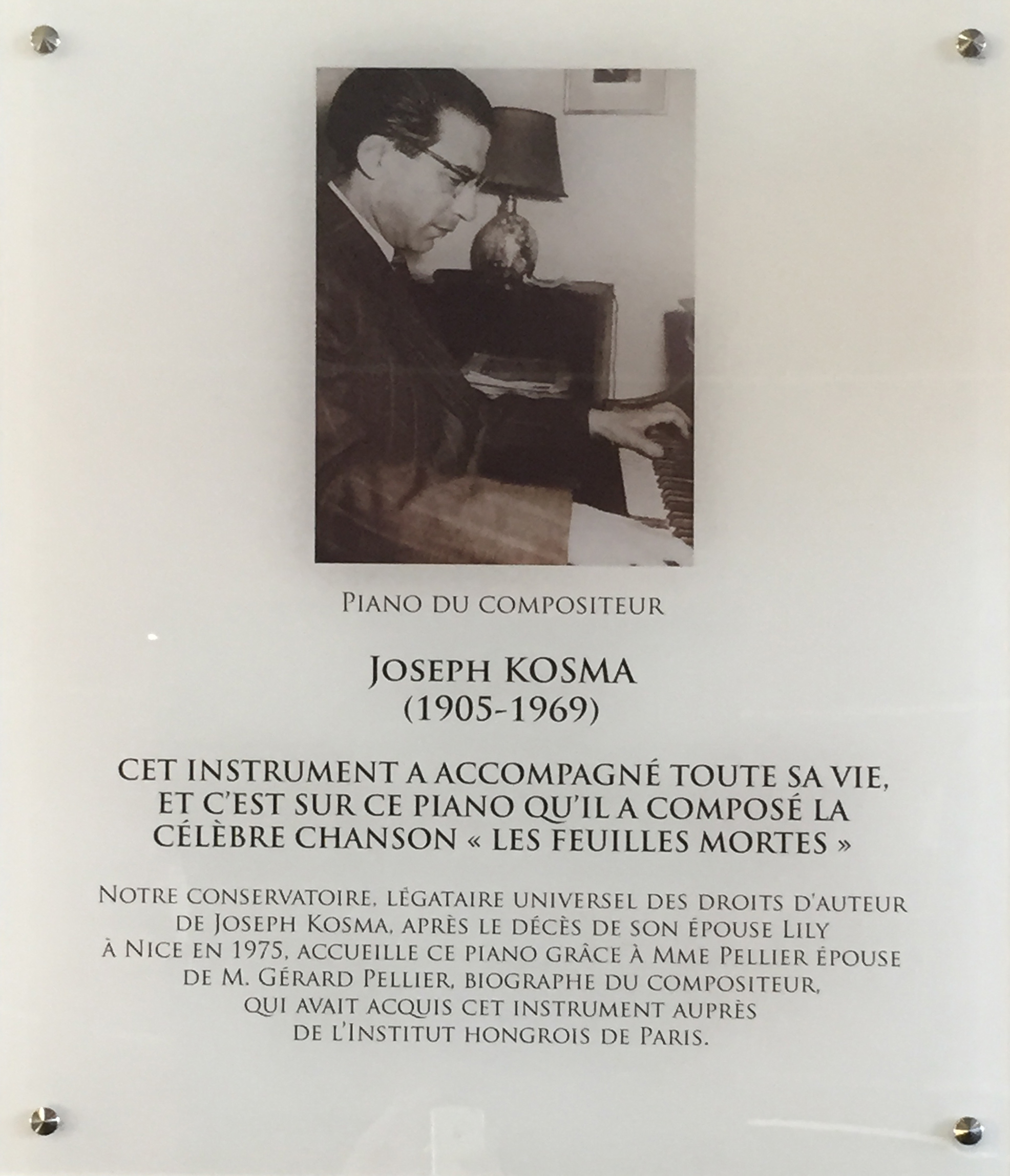
記念プラーク

ジョゼフ・コズマ（Joseph Kosma; ハンガリー語：Kozma József [ˈkozmɒ ˌjoːʒɛf]（コズマ・ヨージェフ）, 1905年10月22日 ブダペスト - 1969年8月7日 パリまたはラ・ロシュ・ギヨン）は、ハンガリー出身の作曲家。ユダヤ人であったため、1933年にナチス・ドイツを避けてパリに定住。1936年より音楽家としてフランス映画界に進出。1946年にフランスに帰化した。

## 経歴
ハンガリー国立リスト・フェレンツ音楽専門学校（大学）でシクローシュ・アルベルトとヴェイネル・レオーに師事、作曲指揮専攻を卒業。1926年から1928年に掛けてブダペスト国立歌劇場のコレペティトール（歌手の練習のためのピアニスト）を務める。
コズマは、モーリス・ジョベールやジョルジュ・オーリックと並ぶ20世紀半ばのフランス映画音楽の大家であり、ジャン・ルノワール監督の『ゲームの法則』『大いなる幻影』『草の上の昼食』や、マルセル・カルネ監督の『天井桟敷の人々』『夜の門』、『やぶにらみの暴君』などに楽曲を提供した。
詩人で脚本家のジャック・プレヴェールといくつかの古典的なシャンソンを共作しており、とりわけジュリエット・グレコのレパートリーとなった《枯葉》は有名。《枯葉》は『夜の門』の主題歌であり、主演のイヴ・モンタンの歌で有名になった。
映画『夜の門』は、コズマのバレエ音楽《ランデヴー Rendez-vous》に触発されて制作されたため、その主題歌である《枯葉》の旋律も、このバレエ音楽からとられている。フランスの指揮者ミシェル・プラッソンは、交響組曲《夜の門》と、『天井桟敷の人々』の付随音楽に基づくバレエ用管弦楽組曲《バティスト》を録音している。
1969年に死去。パリのモンマルトル墓地に埋葬されている。

## 家族・親族
写真家のモホイ＝ナジ・ラースローは母方の伯父。モホイ＝ナジ・ラースローの再従兄弟は指揮者のゲオルク・ショルティ。